# Mu Hydrae
Mu Hydrae (μ Hya, μ Hydrae) è una stella della costellazione dell'Idra di magnitudine apparente +3,83, distante 234 anni luce dal sistema solare.

## Osservazione
μ Hydrae è una stella dell'emisfero australe, ma la sua posizione in prossimità dell'equatore celeste le consente di essere scorta da quasi tutte le regioni della Terra, ad eccezione delle zone più a nord della latitudine 74°N, cioè oltre il circolo polare artico. D'altra parte questa vicinanza all'equatore celeste fa sì che essa sia circumpolare solo nel continente antartico. Essendo di magnitudine +3,83 la si può scorgere anche dai piccoli e medi centri urbani senza difficoltà, sebbene un cielo non eccessivamente inquinato sia maggiormente indicato per la sua individuazione.
Il periodo migliore per la sua osservazione ricade nei mesi primaverili dell'emisfero boreale, che equivale alla stagione autunnale dell'emisfero australe.

## Caratteristiche fisiche
La stella è una gigante arancione di tipo spettrale K4III, avente un raggio 45 volte quello solare, che, con una temperatura superficiale di 4000 K, irradia quasi 500 volte più luce del Sole. La presenza di elementi più pesanti dell'elio, chiamata metallicità, è inferiore a quella del Sole, con un'abbondanza del 76% rispetto a quella della nostra stella.